# Queimadas (Bahia)
Queimadas ist eine Gemeinde im brasilianischen Bundesstaat Bahia. Der Ort liegt rund 300 km nördlich der Bundeshauptstadt Salvador.

## Geschichte
Ursprünglich von Ureinwohnern bewohnt, deren genaue Bezeichnung nicht geklärt ist, die aber Spuren hinterlassen haben. Die erste rudimentären Rodungen der Queimadas-Region erfolgte im 17. Jahrhundert mit dem Ausbau des Landguts Casa da Ponte und den Goldsucher-Expeditionen nach Jacobina. Queimadas entstand aus den zwei Landgütern „As Queimadas“ (deutsch: Brandrodung, vgl. Reute, Rüte), die beide Dona Isabel Maria Guedes de Brito gehörten, einer Erbin immenser Ländereien.
Der Name der Fazendas kommt daher, dass die Caatingas brandgerodet wurden, um Pflanzfelder anzulegen, eine Gewohnheit, die von den Indianern praktiziert und von den Kolonisatoren übernommen wurde. Die häufigen Brandrodungen markierten schließlich für immer den Ort, der später dem Dorf, der Pfarrei, der Stadt und der Gemeinde seinen Namen gab. Als sich im Einvernehmen mit den Besitzern auf den beiden Landgütern Siedler niederließen und nach einiger Zeit eine Kapelle gebaut wurde, bildete sich ein Dorf. Dieses Dorf wurde Santo Antonio das Queimadas genannt. Später wurde es in Vila Bela de Santo Antonio das Queimadas unbenannt. Seit dem 20. Juli 1884 ist das Dorf eine unabhängige Stadt, deren Bezeichnung auf Queimadas vereinfacht wurde. Der Heilige Antonius blieb in jeder historischen Phase der Ortschaft ein fester Bestandteil im Leben der Bewohner.
Die Verehrung des heiligen Antonius kam dank einer Legende zustande, die von Generation zu Generation weitergegeben wurde. Es heißt, ein Bild des heiligen Antonius sei auf unerklärliche Weise unter einem Baum an der Stelle erschienen, an der die kleine Kapelle vor rund zwei Jahrhunderten erbaut wurde. Der Bauer hob das Heiligenbild auf und richtete damit einen Betwinkel in seinem Haus ein. Das Bild verschwand aber immer wieder aus seinem Betwinkel und tauchte an derselben Stelle wieder auf, an der es zuerst gefunden wurde. Die Geschichte wurde als Wunder angesehen. Die Nachricht verbreitete sich. Bald verehrten die Gläubigen den Ort der Erscheinung. Sie deuteten die Erscheinung als Hinweis des heiligen Antonius, dass an dieser Stelle eine Kirche gebaut werden sollte, was auch geschah. So wurde der Bau einer Kapelle im Gnadenjahr 1815 vollendet. Am 13. Juni desselben Jahres wurde der Heilige Antonius inthronisiert und zum Schutzheiligen der entstehenden Siedlung erhoben.
Die kleine Kirche, die auf dem Grundstück von Isabel Maria Guedes de Brito erbaut wurde, existiert noch heute in ihrer ursprünglichen Form, auch wenn von Zeit zu Zeit versucht wird, ihre ursprünglichen Merkmale zu beschädigen. Queimadas ist eine Stadt mit enormer historischer und kultureller Vielfalt, ein Rastplatz für Militärs auf dem Weg nach Canudos, dem Land der ehemaligen Obersten der Alten Republik (1889–1930). Heute ist Queimadas eine Stadt der Volksfeste und der Menschen, die durch die Kunst die Kultur der brasilianischen, nordöstlichen und bahianischen Einwohner wiederbeleben.

## Geografie
Die wichtigsten geografischen Merkmale der Gemeinde sind der Fluss Itapicuru, an dessen Ufer sich das Gemeindezentrum befindet, und der Gebirgszug Serra das Marrecas.
Obwohl die Gemeinde vom Ideal noch entfernt ist, hat sie im kommunalen Index für menschliche Entwicklung (MHDI) Fortschritte gemacht. Im Jahr 1991 lag der Index bei 0,267. Im Jahr 2000 lag er bei 0,434. Die jüngste Messung aus dem Jahr 2010 ergab einen Wert von 0,592.

## Infrastruktur
- Gemeindespital Dr° Edson Silva
- Faculdade Santo Antônio de Queimadas

## Kultur
Queimadas wird im Werk Krieg im Sertão des Ingenieurs, Journalisten und Schriftstellers Euclides da Cunha aus Rio de Janeiro über den Krieg von Canudos (1886/1887) mehrmals erwähnt. Es war Lagerplatz der Truppen des Bundesheers.